# Nigel Melville
Nigel David Melville (Leeds, 6 gennaio 1961) è un ex rugbista a 15, allenatore di rugby e dirigente sportivo britannico, nazionale inglese, già giocatore e allenatore dei London Wasps e tecnico del Gloucester, dal 2006 presidente e direttore operativo della federazione rugbistica statunitense.

## Biografia
Mediano di mischia, fu esponente della generazione di giocatori inglesi che videro il trapasso dall'era dilettantistica a quella professionistica del rugby a XV: iniziò la sua carriera nell'Otley, poi passò all'ormai scomparso Wakefield, mettendosi in luce anche per l'équipe nazionale: fu tra i pochissimi giocatori, tra l'altro, a vestire la fascia di capitano nella gara d'esordio nella selezione, anche se a livello internazionale Melville poteva già vantare la chiamata dei British Lions nel tour 1983, tuttavia senza mai scendere in campo nei test match.
Durante l'attività sportiva lavorò come responsabile per la promozione della Nike nel Regno Unito.
In Nazionale furono 13 in totale le convocazioni, dal 1984 (fu nominato capitano all'esordio contro l'Australia a Twickenham) al 1988, esclusa tuttavia la prima Coppa del Mondo del 1987, a causa dei continui infortuni cui Melville incorse: tra i più gravi, quelli al collo, alle spalle e al ginocchio, oltre a una caviglia rotta, che fu la causa ultima che lo indusse al ritiro a soli 27 anni, nel 1988, interrompendo una carriera che secondo gli esperti poteva portarlo a essere il miglior mediano di mischia della storia del rugby inglese.
Passato alla conduzione tecnica, resse gli Wasps a cavallo tra dilettantismo e professionismo, guidandoli alla loro prima vittoria in Premiership nel 1996 e a tre finali di Coppa Anglo-Gallese, due delle quali vinte. Nel 2002 assunse la guida tecnica del Gloucester, centrando subito, alla sua prima stagione, la Premiership e la Coppa Anglo-Gallese. Lasciò l'incarico nel 2005 dopo una stagione con pochissime vittorie e un campionato anonimo.
Dall'ottobre 2006 Melville è presidente e responsabile operativo di USA Rugby, la federazione rugbistica statunitense.